# Nowa Wieś Czudecka (gromada)
Nowa Wieś Czudecka – dawna gromada, czyli najmniejsza jednostka podziału terytorialnego Polskiej Rzeczypospolitej Ludowej w latach 1954–1972.
Gromady, z gromadzkimi radami narodowymi (GRN) jako organami władzy najniższego stopnia na wsi, funkcjonowały od reformy reorganizującej administrację wiejską przeprowadzonej jesienią 1954 do momentu ich zniesienia z dniem 1 stycznia 1973, tym samym wypierając organizację gminną w latach 1954–1972.
Gromadę Nowa Wieś Czudecka z siedzibą GRN w Nowej Wsi Czudeckiej (w obecnym brzmieniu Nowa Wieś) utworzono – jako jedną z 8759 gromad na obszarze Polski – w powiecie rzeszowskim w woj. rzeszowskim na mocy uchwały nr 32/54 WRN w Rzeszowie z dnia 5 października 1954. W skład jednostki wszedł obszar dotychczasowej gromady Nowa Wieś Czudecka ze zniesionej gminy Czudec w tymże powiecie.
13 listopada 1954 gromada weszła w skład nowo utworzonego powiatu strzyżowskiego, gdzie ustalono dla niej 15 członków gromadzkiej rady narodowej.
30 czerwca 1960 gromadę zniesiono, włączając jej obszar do gromady Czudec w tymże powiecie.